# Bárbara Micheline do Monte Barbosa
Bárbara Micheline do Monte Barbosa (Recife, Pernambuco, Brasil; 4 de julio de 1988). conocida como Bárbara, es una futbolista brasileña. Juega de guardameta y su equipo actual es el Internacional del Campeonato Brasileño de Fútbol Femenino. Es internacional absoluta con la selección de Brasil desde el 2007.

## Trayectoria
En 2008 Bárbara fichó por el Napoli de Italia. A finales del 2009 fue transferida al Sunnanå SK de la Damallsvenskan sueca, donde permaneció por dos temporadas hasta que el club descendió a finales del 2010. Tras rechazar ofertas de otros clubes de Suecia, Bárbara regresó a Brasil y fichó por el Sport Club do Recife.
Pasó por el fútbol alemán en la temporada 2013-14, donde fichó por el BV Cloppenburg de la Bundesliga Femenina, jugó 4 encuentros de liga.
En el año 2014 regresó a Brasil y fichó en el Kindermann. 

## Selección nacional
Con la selección sub-20 de Brasil obtuvo el tercer lugar en la Copa Mundial Femenina de Fútbol Sub-20 de 2006 en Rusia.
Debutó con la selección adulta de Brasil en septiembre de 2007, por un encuentro amistoso ante Japón, la escuadra verde amarella perdió por 2-1 en el Fukuda Denshi Arena.
Fue la arquera titular en el equipo brasileño que jugó en las Olimpiadas de 2008 en Beijing. Brasil obtuvo la medalla de plata al perder la final ante Estados Unidos por 1-0 en el tiempo extra.
También jugó por la selección de Brasil en los Juegos Olímpicos de Río 2016, donde quedaron en cuarto lugar.
Fue seleccionada para jugar la Copa Mundial Femenina de 2019 en Francia.

## Clubes
| Club                 | País      | Año           |
| -------------------- | --------- | ------------- |
| Sport Club do Recife | Brasil    | 2006 - 2007   |
| Santa Cruz           | Brasil    | 2008          |
| Napoli               | Italia    | 2008          |
| Sunnanå SK           | Suecia    | 2009 - 2010   |
| Sport Club do Recife | Brasil    | 2011          |
| Foz Cataratas        | Brasil    | 2011 - 2012   |
| São Caetano          | Brasil    | 2013          |
| BV Cloppenburg       | Alemania  | 2014          |
| Kindermann           | Brasil    | 2014 - 2021   |
| Flamengo             | Brasil    | 2022 - 2023   |
| Melbourne City       | Australia | 2023-2024     |
| Internacional        | Brasil    | 2024-presente |

## Vida personal
Bárbara es abiertamente lesbiana, y mantiene una relación con su compañera Lidiane.